# Gbelce
Gbelce (in ungherese Köbölkút) è un comune della Slovacchia facente parte del distretto di Nové Zámky, nella regione di Nitra.